# Música (Film)
Música ist eine romantische Musikkomödie von Rudy Mancuso. Der Film ist das Spielfilmdebüt des Musikers, Social-Media-Stars und Influencers. Mancuso ließ in den Film seine eigenen Erfahrungen als Synästhetiker einfließen. Gemeinsam mit seiner Freundin Camila Mendes spielt er eine der Hauptrollen. Música feierte im März 2024 beim South by Southwest Film Festival seine Premiere und wurde Anfang April 2024 in das Programm von Prime Video aufgenommen.

## Handlung
Ein junger Mann namens Rudy lebt in Newark und steht sechs Wochen vor seinem College-Abschluss. Seine Freundin Haley kritisiert ihn, dass er sich zu wenig Gedanken über seine Zukunft machen. Er hat noch immer nicht mit seiner Abschlussarbeit in Marketing begonnen oder über seine berufliche Karriere nachgedacht. Rudy ist Synästhetiker, und sein Kopf ist voller Musik. Er liebt es, Musik zu machen und mit Handpuppen in den U-Bahn-Stationen die Menschen zu unterhalten, doch er weiß auch, dass ein Job in der Werbung ihm finanzielle Stabilität geben würde.
Nachdem sich Rudy und Haley getrennt haben, versucht seine Mutter, ihn mit brasilianischen Mädchen aus der Nachbarschaft bekanntzumachen, doch er will nicht, dass sie sich in solche Dinge einmischt. Ohne ihr Zutun lernt er die Brasilianerin Isabella kennen, die auf dem Fischmarkt arbeitet.

## Produktion

### Filmstab und Besetzung

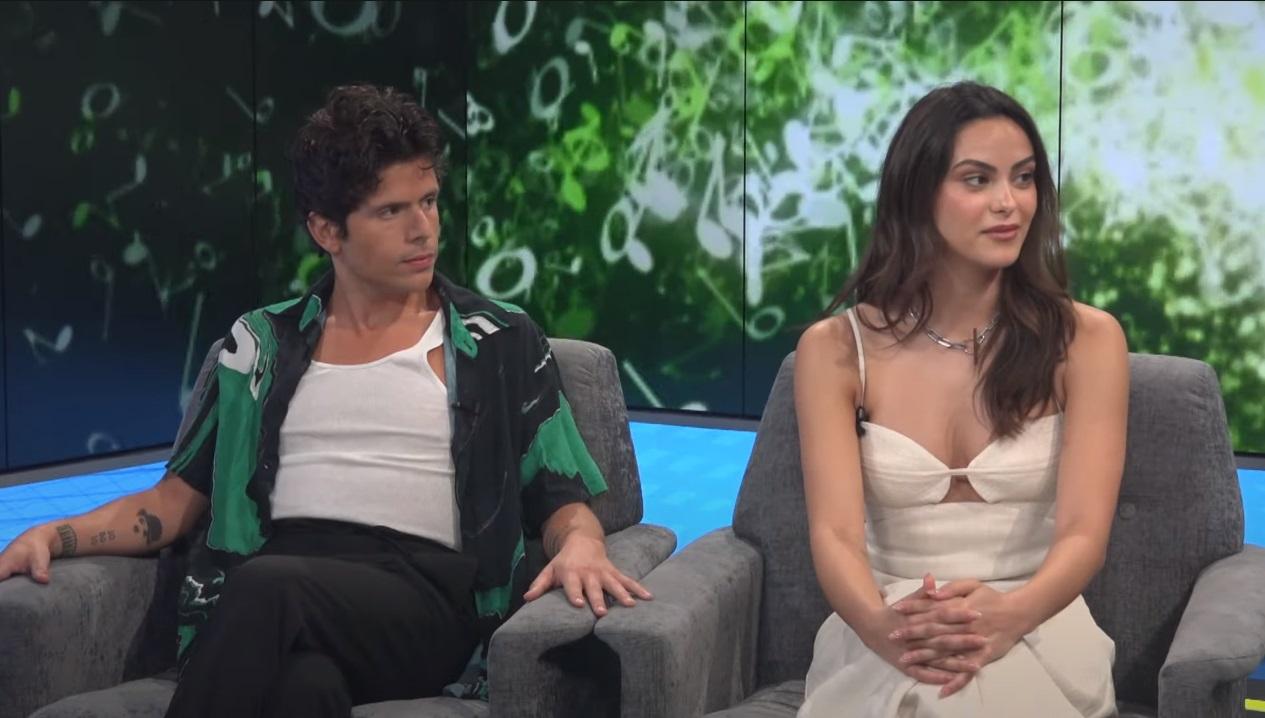
Regisseur Rudy Mancuso und seine Freundin Camila Mendes

Regie führte Rudy Mancuso, der gemeinsam mit Dan Lagana auch das Drehbuch schrieb und zudem die Filmmusik komponierte. Es handelt sich bei Música um sein Spielfilmdebüt. Zuvor führte er bei mehreren Kurzfilmen und Musikvideos Regie. Die im Film erzählte Geschichte ist vom Leben des Synästhetikers inspiriert. Bei diesem neurologischen Phänomen sind mehrere Sinneswahrnehmungen ungewöhnlich miteinander verbunden. Im Jahr 2021 stellte Mancuso seinen Kurzfilm Synesthesia zu dem Thema vor. Er ist Musiker und spielt seit seinem fünften Lebensjahr Klavier. Bekannt wurde er durch Sketche, die er mit seinen Freunden drehte und bei YouTube und Vine veröffentlichte. Er spielt auch Gitarre. 2018 entstand mit Maia Mitchell das Lied Magic. Als Schauspieler war er in Nebenrollen in den Science-Fiction-Filmen Rim of the World von McG und The Flash von Andy Muschietti zu sehen. McG tritt gemeinsam mit Mary Viola auch als Produzent von Música in Erscheinung. Koautor Lagana war bereits für McGs The Babysitter: Killer Queen tätig.
Die in Música erzählte Geschichte sei seine eigene, und die Puppe Diego, mit der er im Film redet, sei ein Alter Ego seiner selbst, so Mancuso. Im Abspann werden Kindheitsfotos von Mancuso gezeigt. Er übernahm auch die Hauptrolle in seinem Film. Camila Mendes, bekannt aus der Fernsehserie Riverdale und Filmen wie Palm Springs, Do Revenge und First Class, übernahm die weibliche Hauptrolle. Sie sind auch im echten Leben ein Paar. Weiter auf der Besetzungsliste finden sich Maria Mancuso, die Mutter des Regisseurs, die auch im Film seine Mutter spielt, J. B. Smoove in der Rolle seines besten Freundes Anwar, der einen Food Truck betreibt, und Francesca Reale als seine Freundin Haley.

### Marketing, Veröffentlichung und Soundtrack-Album
Ende Februar 2024 wurde der erste Trailer vorgestellt. Die Weltpremiere von Música fand am 13. März 2024 beim South by Southwest Film Festival statt. Am 4. April 2024 wurde Música in den USA und in Brasilien in das Programm von Prime Video aufgenommen. Am gleichen Tag wurde das Soundtrack-Album mit insgesamt 18 Musikstücken von Milan Records als Download veröffentlicht.

### Synchronisation
Die deutsche Synchronisation entstand nach einem Dialogbuch und der Dialogregie von Heike Kospach.
| Darsteller         | Synchronsprecher  | Rolle          |
| ------------------ | ----------------- | -------------- |
| Rudy Mancuso       | Nicolás Artajo    | Rudy           |
| Camila Mendes      | Ronja Peters      | Isabella       |
| Francesca Reale    | Magdalena Höfner  | Haley          |
| J. B. Smoove       | Asad Schwarz      | Anwar          |
| Gregory Jones      | Christoph Banken  | Bruce Dombeck  |
| Regina Schneider   | Marion Musiol     | Claire Dombeck |
| Camila Senna       | Samina König      | Luana          |
| Maria Mancuso      | Sabina Trooger    | Maria          |
| Andy Grotelueschen | Thomas Schmuckert | Professor      |
| Finn Brown         | Mika Aust         | Wyatt Dombeck  |

## Rezeption

### Altersfreigabe und Kritiken
In den USA wurde der Film von der MPAA als PG-13 eingestuft. In Deutschland wurde der Film von der FSK ab 12 Jahren freigegeben.
Von den bei Rotten Tomatoes aufgeführten Kritiken sind 96 Prozent positiv bei einer durchschnittlichen Bewertung mit 7,8 von 10 möglichen Punkten, womit er aus den 25. Annual Golden Tomato Awards als Drittplatzierter unter den Liebesfilmen des Jahres 2024 hervorging.
Monica Castillo schreibt in ihrer Kritik bei rogerebert.com, Música halte, was der Titel verspreche und beschreibt den Film als eine Liebesgeschichte mit musikalischen Einlagen, der auch eine Hommage an die brasilianische Kultur sei. Rudy Mancuso habe in sein Spielfilmdebüt nicht nur Platz für die hausgemachten Feijoadas seiner Mutter, Bossa-Nova-Rhythem, Samba-Tanzbewegungen und Cachaça gefunden, sondern spreche auch einige der heikleren Seiten an, so dass seine Mutter Maria möchte, dass er eine andere Brasilianerin als Freundin hat. Manche der von Mancuso komponierten Lieder, wie die der Straßenmusiker am Bahnhof, würden nicht immer den richtigen Ton treffen, aber es gebe in dem Film auch atemberaubende Momente. Ein bisschen sei Música wie der Film All That Jazz von Bob Fosse, wenn man die Verwendung von Gesangs- und Tanzeinlagen betrachte, so Castillo weiter. So könnten sich womöglich mehr Menschen mit dem Film identifizieren, als lediglich die Kinder der zweiten und dritten Einwanderergeneration in den USA.

### Auszeichnungen
Art Directors Guild Awards 2025
- Nominierung für das Beste Szenenbild in einem Fernsehfilm (Patrick M. Sullivan)[18]

Critics’ Choice Television Awards 2025
- Nominierung als Bester Fernsehfilm

Golden Reel Awards 2025
- Nominierung für den Besten Tonschnitt – Non-theatrical Feature[19]

NAACP Image Awards 2025
- Nominierung für das Beste Drehbuch – Fernsehfilm (Rudy Mancuso und Dan Lagana)[20]